# フィフリスト

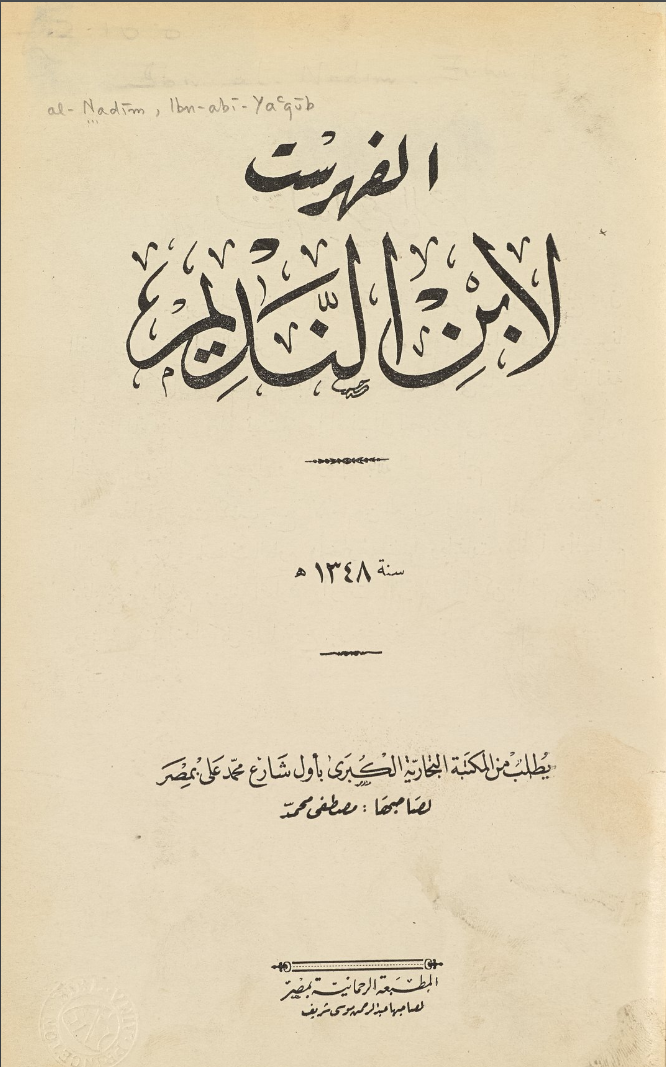
1929年にカイロで出版された『フィフリスト』の刊本の扉ページ

『フィフリスト』（Kitāb al-Fihrist）は、10世紀末ごろにバグダードで書かれた図書目録である。言語はアラビア語、著者はイブン・ナディーム（#著者）。10世紀末ごろのバグダードに存在したすべての書籍の情報を網羅している（#内容）。歴史学、言語学、宗教学、文献学など、多くの分野にとって貴重な情報源となっている。

## 書名
本書の書名は、「本、書籍」を意味するアラビア語「キターブ」に、「一覧、目録」を意味するペルシア語「フィフリスト」が続き、これら2つの単語をアラビア語の定冠詞「アル」が連結した『キターブ・アルフィフリスト』（アラビア語: كتاب الفهرست, ラテン文字転写: Kitāb al-Fihrist）である。日本の研究では『フィフリスト』とされる場合が比較的多い（たまに『フィーリスト』と書かれていることもある）。カタカナによる音転写ではなく翻訳した書名を採用する場合は、『目録の書』、『学術書目録』、『目録』、『取扱書籍目録』、『著作目録』などと呼ばれる。
「フィフリスト」というペルシア語は現代口語でも使われる一般的な単語であるが、執筆言語がアラビア語の書籍のタイトルに使われることはまずない。このような珍しい名づけがされた理由として著者ナディームがペルシア人であったためと推測する説がある。古くから根強く存在する説であるが、決定的な資料の不足のため、否定も肯定も難しい説である。なお、『フィフリスト』の書かれた10世紀という時代は、中期ペルシア語 Middle Persian が変容して新ペルシア語 Modern Persian に置き換わった過渡期にあたる。فهرست の再建音は、pehrest/fehrest/fehres/fahrasat であった可能性がある。

## 著者
大部分の著者は、アブー・ファラジュ・ムハンマド・イブン・イスハーク・イブン・アビー・ヤアクーブ・ナディーム・ワッラーク・バグダーディーという名の書籍商である。伝統的に「イブン・ナディーム」と呼ばれてきたが、近代以後の研究でこの名が不適当であり本来なら「ナディーム」（al-Nadīm 御伽衆を意味する）と呼ばれるべきであるという意見が通説になっている。著者ナディームは親の代からバグダードで書店を営んでいたといい、「ワッラーク」（al-Warrāq 書籍商を意味する）は彼の職業に由来する名前である。
ナディームの序文によると執筆はヒジュラ暦377年（ユリウス暦887年-888年）に終わり、ナディームはユリウス暦990年11月12日に亡くなるが、『フィフリスト』にはそれ以後の日付の記載もある。その部分の執筆者は、おそらく、『フィフリスト』の出版と普及に貢献したブーヤ朝バグダード政権の宰相アブー・カースィム・フサイン・イブン・アリー・マグリビーである。

## 内容

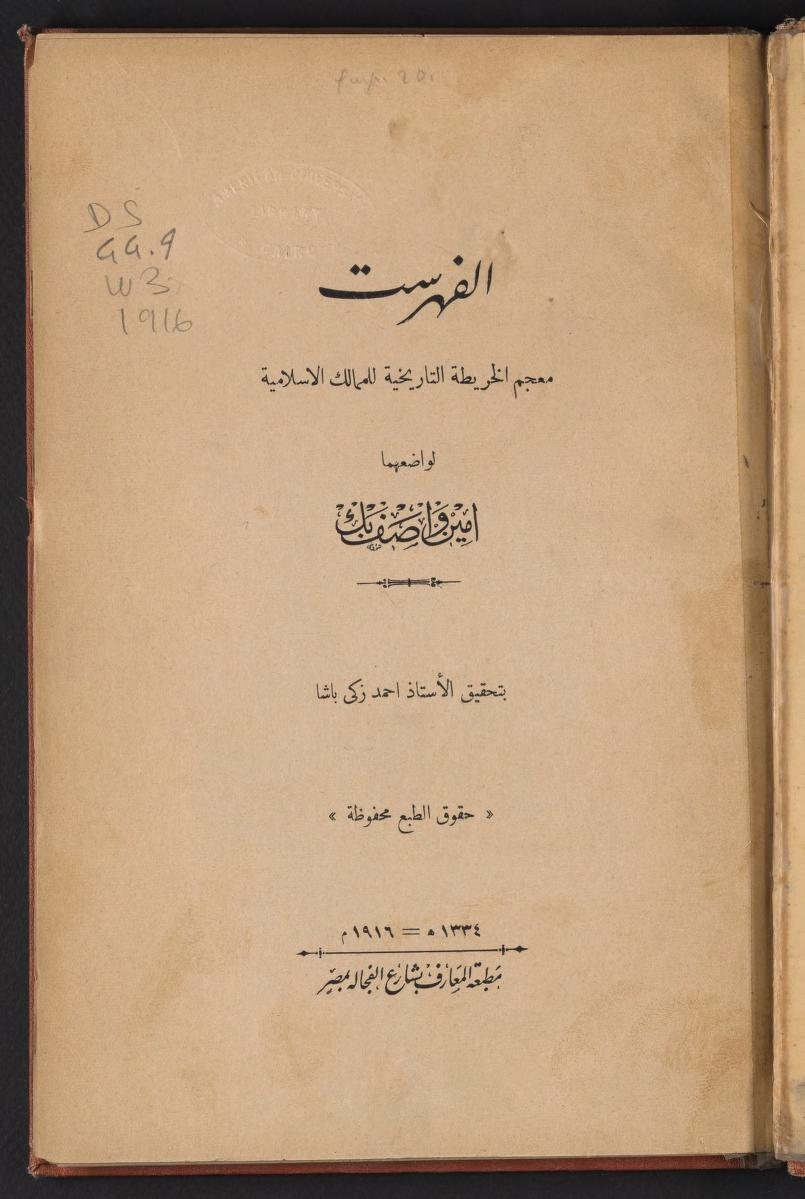
1916年にカイロで出版された『フィフリスト』の刊本

著者ナディームが簡潔な序文を書いており、次のように本書の内容を要約している。「本書は、アラビア語とアラビア文字により著された、知識体系のすべてにおける、アラブとそれ以外の民を含むすべての民の書籍の目録である。著者の属する学問分野の情報を含み、著者ごとに系譜と生没年と行年、関係の深い土地、（その著者の）長所と短所を付した。書籍は学問分野が生み出されてから現代まで、すなわち、ヒジュラ暦377年までの書籍である。」
著者の言うように『フィフリスト』は、全部で10の章 maqālāt に分かれている。各章は複数の節 funūn からなる。各章のテーマは次の通りである。
1. イスラーム、キリスト教、ユダヤ教の啓示書[1]。クルアーンとクルアーン学の記述が中心である[1]。クルアーン学に関してはまず、クルアーンの章の並び、正典結集にかかわった人々、正典テキストの校合者、註釈者について述べる[7]。続いて、クルアーン写本の制作方法について述べる[7]。ここではアラビア文字の正確な書き方、紙の品質の違い、葦ペンといった文房具に至るまで、詳しく解説されている[3]。
2. アラビア語文法学に関する書物[1]。文法学の起こりから解説し、各学派の違いや代表的な文法学者の著作について述べる[7]。文献学者の著作も含む[1][8]。
3. 歴史に関する書物[8]。ここでいう歴史書はひじょうに広い意味で[8]、編年体の歴史書、列伝体の歴史書、系譜学書、書簡形式の史論が含まれる[1][7]。
4. アラビア語詩と詩論[1][7]。紹介される詩人はイスラーム以前の詩人から同時代の詩人にまで及ぶ[7]。
5. 神学（カラーム）とイスラーム内部の宗教集団に関する書物[1]。本章の内容にはイスマーイール派とその創立者アブドゥッラー・イブン・マイムーンに関する情報や、初期スーフィズムの代表的な人物であるハッラージュに関する情報などを含む[7]。
6. 法学（フィクフ）に関する書物[1]。各法学派（マズハブ）の権威と、ハディースに関するものを含む[1]。マズハブにはマーリキー派、ハナフィー派、シャーフィイー派、ザーヒリー派を含み、シーア派の法学派も含む[7]。
7. 哲学と科学
8. 伝説と魔術
9. 異教
10. 錬金術

第1章はユダヤ教、キリスト教、イスラーム教にとっての聖典、すなわち、啓典に属する書物について記載されている。ナディームはここで、クルアーンの啓示の概要、章の順番、クルアーンを集めた者たち、集まったクルアーンを補完した者たち、註釈者たちについて述べている。
全10章の配列はそのまま、当時のイスラーム世界の学術の体系を反映している。多神教の章は、サービア教、マニ教、マズダク教、その他の二元論的宗教、インドや中国の信仰を含む。
『フィフリスト』は当時のバグダードに存在した、ほぼすべての書籍の目録である。存在確認の方法は、著者自身が直接書籍を手にとって存在を確認したほか、彼が信頼に値すると認めた人物に存在を確認してもらったケースもある。
当時の書籍は、客の注文を受けて筆写職人（カーティブ）が写本を複製し、細密画職人が写本に装飾を施して製作するものである。ワッラークは、大勢の職人を抱える工房でもあった。もっとも、このような10世紀の装飾写本作りの実態は、『フィフリスト』の序文でイブン・ナディームが、書籍の製作方法、買い入れ方法から、アラビア文字の正確な書き方、紙の品質の違い、葦ペンといった文房具に至るまで、詳しく解説しているからこそ、ある程度具体的に推定可能になっているとも言える。
イブン・ナディームは、書籍の消費者の立場に立った買い入れ指南をしている。筆写職人には字の巧みな者を選ぶべし、また、写し元の書籍のページ数と大きさを書き留めておくべし、という。二つ目のアドバイスは、不誠実な筆写職人が故意に落丁のある写本を納品したとしても、だまされないようにするためである。ところで『フィフリスト』の書籍の紹介にも、書名だけでなくページ数と大きさが記されていることがよくある。こうしたことから、イブン・ナディームのワッラークとしての、写本製作の工程管理上の習慣が『フィフリスト』の執筆に結びついたと推定されている。

## 参照と継承
『フィフリスト』には既存の過去の目録の内容を組み入れている箇所が存在する。具体的には、ジャービル・イブン・ハイヤーンの自著目録、ヤフヤー・イブン・アディー作成のアリストテレスの著作目録、ムハンマド・イブン・ザカリーヤー・ラーズィーの自著目録、フナイン・イブン・イスハーク作成のガレノスの著作目録が、そのまま取り入れられていることが判明している。
『フィフリスト』の記載内容は、後世の伝記作家の著作に数多く取り入れられた。具体的には、ヤークート・ルーミー、キフティー、イブン・アビー・ウサイビア、イブン・ハッリカーン、クトゥビー、ハーッジー・ハリーファ・キャーティプ・チェレビーといった高名な著述家の人名辞典は、フィフリストの記載情報に大きく依存している。ヤークート・ルーミーは、マグリビーが補完した拡張版フィフリストの写本だけでなく、ナディームじしんが書いた自筆本も参照したと主張している。なお、自筆本はバグダードのカリフの宮廷に保管されていたが、モンゴルによるバグダード陥落の際に失われたと言われている:36-37。
現代に伝わった写本には完全版と短縮版の2種類の系統があり、完全版は上記のように全10章であるが、短縮版は後半の4章と第1章の序文を収録する。
ヨーロッパ近代語による翻訳は、フリューゲルらによるドイツ語翻訳（1871年-1872年、ライプツィヒ）がはじめてである。1929年、1960年、1964年にリプリント版が出ている。しかし完全版な翻訳ではなく、底本の品質が不良であった:36-37。1970年に質の良い写本を底本として詳密な註ともに英語翻訳が出版された（B. Dodge, tr. as The Fihrist of al-Nadīm: A Tenth-Century Survey of Muslim Culture, 2 vols., New York, 1970）:36-37。
1972年にテヘランで校訂本が出版され（Riḍa Tajaddod, ed., Tehran, 1971.）、1991年にもカイロから新たな校訂本が出版された（Š. Ḵalīfa and W. M. al-ʿAwza, ed., as al-Fehrest le-Ebn al-Nadīm, 2 vols., Cairo, 1991.）。

## 中期ペルシア語からアラビア語への翻訳
『フィフリスト』は古代イラン（ペルシア）語、先イスラーム時代のイラン（ペルシア）研究にとって貴重な情報を多く含む。『フィフリスト』にはサーサーン朝以前のペルシア語の文献の書名が膨大な量、記録されているが、そのうち現伝した文献はごくわずかである。詩人列伝の章ではイブン・ムカッファやアバーン・ラーヒキーが、ペルシア語や「インドの言葉」からアラビア語に翻訳した文献のリストがある。また、言語と文字の章にはパフラヴィー文字、マニ文字、ソグド文字が表になって示されているが、何度も筆写が繰り返されるうちに、現伝する『フィフリスト』では文字がつぶれて判読不能になっている。
アラビア語文学やペルシャ文学の史料となる情報も書かれている。『フィフリスト』が作られた時代には夜物語（サマル）と呼ばれる書籍が流通しており、ペルシャ語からアラビア語に翻訳された作品も多かった。サマルの内容にはインド起源の物語である『カリーラとディムナ』や、『シンドバーズの書』、ジャーヒリーヤ時代の男女の恋愛や、精霊と人間の恋愛などがあった。イブン・ナディームは、最初の夜物語にあたるのは『ハザール・アフサーン』（ペルシャ語で『千のおとぎ話』の意味。正しくは『ハザール・アフサーネ』）だと述べており、現在の『千夜一夜物語』の原型にあたる書籍が当時すでに存在していたことが分かる。

## マニ教に関する情報の情報源
『フィフリスト』は、マニ教研究やグノーシス主義研究にとっても一級の史料である。特に第9章を中心に、預言者マーニーの生涯や宇宙観、弟子たちの教説が、紹介されている。グノーシス主義についてはキリスト教正統主義の立場から記述された中世の反駁文書、例えば、4世紀、ヘゲモニウスの偏見に満ちた Acta Archelai といった史料があったが、『フィフリスト』は記述の客観性と体系的まとまり、他の史料にはない情報を含む点で重視されている:36。イブン・ナディームは、ブワイフ家のムイッズッダウラがバグダードを治めていたころは、バグダードに300人のマニ教徒がいたと書いている。